# Andropogon longiberbis
Andropogon longiberbis är en gräsart som beskrevs av Eduard Hackel. Andropogon longiberbis ingår i släktet Andropogon och familjen gräs.
Artens utbredningsområde är Florida. Inga underarter finns listade i Catalogue of Life.